# نغت
النغت أو النَّغْث أو المَغْث أو جار الماء (بالإنجليزية: Alder)‏ جنس شجري يتبع الفصيلة القضبانية (باللاتينية: Betulaceae) في رتبة البلوطيات من ثنائيات الفلقة من النباتات المزهرة. يتبع هذا الجنس حوالي 30 نوعًا من الأشجار والشجيرات.

## الوصف النباتي لهذا الجنس

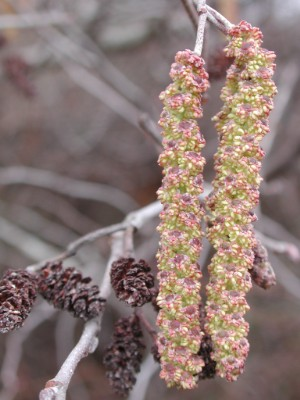
نبات النغت

نباتات هذا الجنس أشجار أو جنبات. البراعم حرشفية ذات عنق في غالب الأحيان، الأوراق بسيطة ذات عنق متساقطة متبادلة منشارية أو مسننة ونادرا كاملة الإزهار وحيدة الجنس بشكل نورات زهرية أحادية المسكن وتظهر الأزهار قبل الأوراق. الثمار متعددة الوجوه منضغطة لها جناح، مجتمعة بشكل مخروط بيضوي الشكل قصير وله حراشف خشبية سميكة ودائمة تحمل كل حرشفة في قاعدتها من الداخل ثمرتين، تنضج الثمار خلال سنة واحدة.
توجد على الجذور درنات تحتوي على ميكوريزا من نوع (باللاتينية: Frankia subtilis) تساعد على تمثيل الآزوت الجوي، ولهذه الأشجار تأثير جيد على الأراضي الفقيرة.
تعيش كل أنواع هذا الجنس تقريبًا في أوروبا وأمريكا الشمالية وكولومبيا والبيرو. يوجد نوع واحد في المشرق العربي هو النغت المشرقي.

## من أنواع النغت

### جنيس Alnus
- النغت الأحمر (باللاتينية: Alnus rubra)
- النغت المنشاري (باللاتينية: Alnus serrulata)
- النغت الدبق (باللاتينية: Alnus glutinosa)
- النغت الرمادي (باللاتينية: Alnus incana)
- النغت الزيبولدي (باللاتينية: Alnus sieboldiana)
- النغت القاسي (باللاتينية: Alnus firma)
- النغت قلبي الأوراق (باللاتينية: Alnus cordata)
- النغت مستدق الطرف (باللاتينية: Alnus acuminata)
- النغت المشرقي (باللاتينية: Alnus orientalis)
- النغت المنشاري (باللاتينية: Alnus serrulata)
- النغت المنشوري (باللاتينية: Alnus mandshurica)
- النغت المعلق (باللاتينية: Alnus pendula)
- النغت النيبالي (باللاتينية: Alnus nepalensis)
- النغت الياباني (باللاتينية: Alnus japonica)

### جنيس Alnobetula
- النغت الأخضر (باللاتينية: Alnus viridis)

### جنيس Clethropsis
- النغت البحري (باللاتينية: Alnus maritima)
- النغت الفاتح (باللاتينية: Alnus nitida)
- النغت الفورموزي (باللاتينية: Alnus formosana)